# 沃坎
沃坎（Waukon），美国艾奥瓦州阿勒马基县城市，位于该县中部，为县府所在地。总面积7.30平方公里。根据2010年美国人口普查数据，该地总人口为3,897人。